# Eisenbahnunfall von Dietikon
Der Eisenbahnunfall von Dietikon war die Flankenfahrt eines Schnellzuges in einen rangierenden Personenzug im Bahnhof Dietikon (Kanton Zürich) am frühen Abend des 17. August 1915. Bei dem Unglück starben sieben Menschen.

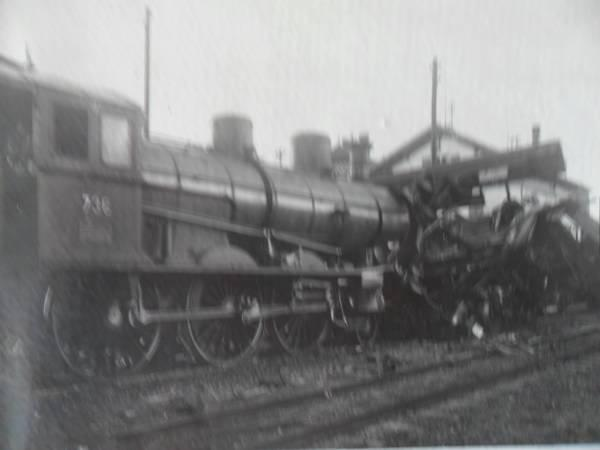
Eisenbahnunfall in Dietikon am 17. August 1915

## Ausgangslage
Der Personenzug 2837, ein gemischter Zug, wurde von einer Tenderlokomotive gezogen. Er verkehrte von Dietikon nach Zürich. Im Bahnhof Dietikon hatte er einige Güterwagen abzustellen. Dazu musste er das durchgehende Hauptgleis der Gegenrichtung queren. Nachdem er die Güterwagen abgestellt hatte, fuhr er auf dem gleichen Weg wieder zurück auf das Durchgangsgleis Richtung Zürich.
Der Schnellzug 122 von Zürich nach Genf verkehrte in der Gegenrichtung, ohne planmässigen Halt in Dietikon. Der Zug bestand aus einer Dampflokomotive, deren Schlepptender und neun Wagen.

## Unfallhergang
Der Fahrdienstleiter, der den Schnellzug nicht aufhalten wollte, stellte das Einfahrsignal des Bahnhofs auf „Fahrt frei“, obwohl der Personenzug dessen Fahrstrasse noch nicht vollständig geräumt hatte. Der Lokomotivführer des Schnellzuges traf so auf ein Vorsignal, das ihm „Fahrt frei erwarten“ signalisierte, und auch ein Einfahrtssignal, das „Fahrt frei“ zeigte. Wegen einer Kurve hatte er keine allzu weite Streckensicht. So erkannte er den anderen Zug auf seinem Gleis erst recht spät. Obwohl er sofort bremste, reichte der Bremsweg für den schnellen und schweren Zug nicht mehr aus, um ihn vor der Kollision zum Halten zu bringen. Er traf den Personenzug zwischen Lokomotive und erstem Wagen. Die Tenderlokomotive wurde 20 Meter zur Seite geschleudert, der erste Wagen des Personenzugs schwer, der zweite ebenfalls beschädigt. Der Schnellzug dagegen wies kaum Schäden auf, entgleiste nicht einmal.

## Folgen
Sieben  Menschen starben, 26 weitere wurden verletzt, sechs davon schwer.